# Selezioni giovanili della nazionale femminile di pallacanestro dell'Estonia
Le selezioni giovanili della nazionale di pallacanestro femminile dell'Estonia sono gestite dalla Federazione cestistica dell'Estonia e partecipano ai tornei cestistici internazionali femminili per squadre nazionali, limitatamente a specifiche classi d'età.

## Under-20
Rappresenta le migliori giocatrici di nazionalità estone di età non superiore ai 20 anni. Partecipa a tutte le manifestazioni internazionali giovanili di pallacanestro per nazioni gestite dalla FIBA.

### Partecipazioni
Fino ad adesso ha partecipato solamente agli Europei di Division B.

## Under-18
Rappresenta le migliori giocatrici di nazionalità estone di età non superiore ai 18 anni. Partecipa a tutte le manifestazioni internazionali giovanili di pallacanestro per nazioni gestite dalla FIBA.
Nel corso degli anni questa selezione ha subito alcuni cambiamenti nel nome, dovuti agli adeguamenti nelle normative della FIBA in fatto di classificazione delle categorie giovanili.
Agli inizi la denominazione originaria era nazionale Cadette, in quanto la FIBA classificava le fasce di età sotto i 22 anni con la denominazione "cadette". In seguito, denominazione e fasce di età sono state equiparate, divenendo nazionale Cadette. Dal 2000, la FIBA ha modificato nuovamente il tutto, equiparando sotto la dicitura "under 18" sia denominazione che fasce di età. Da allora la selezione ha preso il nome attuale.
Fino al 1991, ha fatto parte della Nazionale di categoria sovietica.

### Partecipazioni
Division A
- 2015 - 16°

Division B
- 2005 - 4°
- 2006 - 5°
- 2007 -  3°
- 2008 - 5°
- 2010 - 13°

- 2013 - 10°
- 2014 -  2°
- 2016 - 12°
- 2017 - 17°
- 2019 - 16°

- 2022 - 13°
- 2023 - 11°

## Under-16
Rappresenta le migliori giocatrici di nazionalità estone di età non superiore ai 16 anni. Partecipa a tutte le manifestazioni internazionali giovanili di pallacanestro per nazioni gestite dalla FIBA.
Nel corso degli anni questa selezione ha subito alcuni cambiamenti nel nome, dovuti agli adeguamenti nelle normative della FIBA in fatto di classificazione delle categorie giovanili.
Agli inizi la denominazione originaria era nazionale Allieve, in quanto la FIBA classificava le fasce di età sotto i 16 anni con la denominazione "allieve". In seguito, denominazione e fasce di età sono state equiparate, divenendo nazionale Allieve. Dal 2000, la FIBA ha modificato nuovamente il tutto, equiparando sotto la dicitura "under 16" sia denominazione che fasce di età. Da allora la selezione ha preso il nome attuale.
fino al 1991, ha fatto parte della Nazionale di categoria sovietica.

### Piazzamenti
Division A
- 2006 - 15°

Division B
- 2004 - 6°
- 2005 -  2°
- 2008 - 16°
- 2009 - 14°
- 2011 - 10°

- 2012 - 13°
- 2013 - 16°
- 2014 - 15°
- 2016 - 11°
- 2017 - 15°

- 2018 - 9°
- 2023 - 4°